# (36283) 2000 DV3
2000 دي في 3 (ويعرف أيضًا باسم (36283) 2000 دي في 3 وفق تسمية الكوكب الصغير) (بالإنجليزية: 2000 DV3)‏ هو كويكب ضمن حزام الكويكبات؛ وترتيبه 36283 من حيث الاكتشاف.
اكتُشف هذا الجُرم الفلكي بواسطة بحث لنكولن عن الكويكبات القريبة من الأرض في 26 فبراير 2000.

## وصلات خارجية
- (36283) 2000 DV3 في قاعدة بيانات مختبر الدفع النفاث لأجرام النظام الشمسي الصغيرة

- الاكتشاف · مخطط المدار ·  العناصر المدارية · المعلمات المادية

- (36283) 2000 DV3 على موقع ويكي سكاي: DSS2, SDSS, GALEX, IRAS, Hydrogen α, X-Ray, Astrophoto, Sky Map, Articles and images